# Cá sặc Sô cô la
Cá sặc Sô-cô-la (tên khoa học Sphaerichthys osphromenoides) là một loài cá nhỏ trong họ Cá tai tượng. Cá là loài bản địa của bán đảo Mã Lai, đảo Sumatra và đảo Borneo.

## Mô tả
Cá sặc Sô-cô-la trưởng thành đạt chiều dài trung bình 6 cm (2 in). Chúng có màu sô-cô-la (nâu sẫm) với từ 3 đến 4 sọc trắng/vàng chạy dọc cơ thể. Thân mình dẹt, hình oval, miệng nhỏ hướng lên trên giống các loài cá sặc khác. Tuy nhiên có điểm khác biệt là vây bụng của loài này không có dạng sợi dài, kém linh hoạt hơn và cũng không có chức năng xúc giác.
Giống như các loài thuộc họ Cá tai tượng, cá sặc sô-cô-la có một cơ quan phức tạp trong phần mang gọi là mê lộ (labyrinth) cho phép chúng lấy oxy trực tiếp từ không khí, bổ sung cho nguồn oxy hấp thu bằng mang ở dưới nước. Do vậy chúng có thể sống được trong môi trường thiếu khí như ao tù và có thể sống sót cả khi ra khỏi nước một thời gian. Tuy nhiên, nếu không tiếp xúc được với mặt nước, cá sẽ bị "chết đuối".

## Sinh thái học

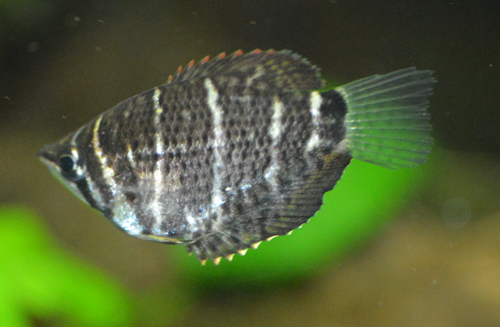
Cá sặc sô-cô-la

Cá là loài ăn tạp thiên về ăn thịt.. Trong môi trường tự nhiên, thức ăn chính của chúng là côn trùng, giáp xác nhỏ và các loài thân mềm. Trong môi trường nuôi nhốt, chúng chấp nhận hầu hết mọi loại thức ăn cho cá.
Không giống như nhiều loài cá có mê lộ khác, thay vì ấp trứng trong tổ bọt, loài này là một nhóm cá ấp miệng. Con cái ấp trứng trong miệng, chăm sóc đến khi chúng nở, và tiếp tục ấp miệng cá con một khoảng thời gian nữa.

## Môi trường sống
Chúng thường được tìm thấy trong các đầm lầy nước đen và cả những vùng nước trong có màu nâu tối do tanin hòa tan từ các sản phẩm hữu cơ như lá bàng rụng xuống nước.

## Giá trị sử dụng
Loài này chủ yếu được khai thác và nhân giống để làm cá cảnh, thích hợp với các hồ thủy sinh cộng đồng do bản tính hiền lành, ít phá hoại của chúng.